# Sisko
Sisko is een geslacht van schietmotten van de familie Philopotamidae.

## Soorten
- S. oregona (DG Denning, 1966)
- S. sisko (HH Ross, 1949)